# Dennis Fenton
Dennis Fenton (ur. 20 listopada 1888 w Ballincota, zm. 29 marca 1954 w San Diego) – amerykański strzelec pochodzenia irlandzkiego, multimedalista olimpijski.

## Życiorys
W 1906 roku wyemigrował do Stanów Zjednoczonych (do Bostonu), gdzie podjął pracę w fabryce skóry. W 1908 roku zaciągnął się do wojska. Szkolenie podstawowe odbył w Fort Logan H. Roots w stanie Arkansas, po czym został wysłany na Filipiny, gdzie służył w 18 Pułku Piechoty w Fort William McKinley na południe od Manili. Tam rozwijał swoje umiejętności strzeleckie. Na krótko trafił do Chin, lecz podczas I wojny światowej przeniesiono go z powrotem do Stanów Zjednoczonych, gdzie szkolił rekrutów w Arizonie. W 1918 roku uzyskał obywatelstwo amerykańskie. W 1920 roku był sierżantem sztabowym w 35 Pułku Piechoty w Waszyngtonie. Po igrzyskach w Antwerpii pozostał zawodowym żołnierzem, dochodząc ostatecznie do stopnia starszego sierżanta. W stan spoczynku przeszedł w 1937 roku.
Fenton jest dwukrotnym olimpijczykiem (IO 1920, IO 1924). Podczas igrzysk w Antwerpii wystąpił w co najmniej 5 konkurencjach. Raz udało mu się zdobyć medal w zawodach indywidualnych – w karabinie małokalibrowym stojąc z 50  uplasował się na trzeciej pozycji, przegrywając ze swoimi rodakami Nuessleinem i Rothrockiem. Pozostałe medale zdobył w turniejach drużynowych. Został mistrzem olimpijskim w karabinie dowolnym w trzech postawach z 300 m, karabinie wojskowym leżąc z 600 m i karabinie małokalibrowym stojąc z 50 m. Podczas igrzysk w Paryżu wystartował w 5 konkurencjach, tym razem zdobywając medal wyłącznie w drużynie w rundzie pojedynczej do sylwetki jelenia (brąz). 

## Wyniki

### Igrzyska olimpijskie
| Igrzyska | Konkurencja                                     | Wynik                             | Miejsce | Źródło |
| -------- | ----------------------------------------------- | --------------------------------- | ------- | ------ |
| IO 1920  | Karabin dowolny, trzy postawy, 300 m            | 960 pkt. (351–267–342)            | ?       | [ 1 ]  |
| IO 1920  | Karabin dowolny, trzy postawy, 300 m, drużynowo | 4876 pkt. (druż.) 960 pkt. (ind.) |         | [ 2 ]  |
| IO 1920  | Karabin wojskowy leżąc, 600 m, drużynowo        | 287 pkt. (druż.) 60 pkt. (ind.)   |         | [ 3 ]  |
| IO 1920  | Karabin małokalibrowy stojąc, 50 m              | 385 pkt.                          |         | [ 4 ]  |
| IO 1920  | Karabin małokalibrowy stojąc, 50 m, drużynowo   | 1899 pkt. (druż.) 385 pkt.        |         | [ 5 ]  |
| IO 1924  | Karabin dowolny leżąc, 600 m                    | 82 pkt.                           | 24      | [ 6 ]  |
| IO 1924  | Runda pojedyncza do sylwetki jelenia            | 34 pkt.                           | 12      | [ 7 ]  |
| IO 1924  | Runda pojedyncza do sylwetki jelenia, drużynowo | 148 pkt. (druż.) 32 pkt.          |         | [ 8 ]  |
| IO 1924  | Runda podwójna do sylwetki jelenia              | 49 pkt.                           | 24      | [ 9 ]  |
| IO 1924  | Runda podwójna do sylwetki jelenia, drużynowo   | 233 pkt. (druż.) 43 pkt.          | 5       | [ 10 ] |